# لجنة المخابرات العراقية

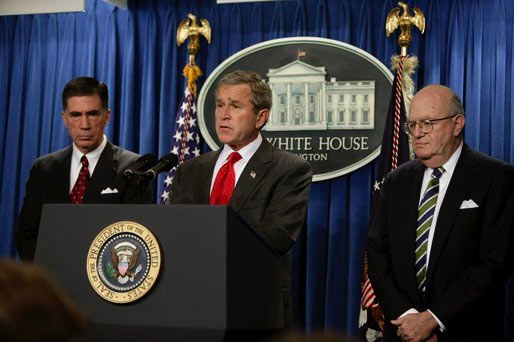
يعقد الرئيس بوش مؤتمرا صحفيا في البيت الأبيض يوم الجمعة، 6 فبراير 2004، يعلن فيه تشكيل اللجنة. يحيط به الرئيسان المشاركان للجنة السناتور تشاك روب (يسار) والقاضي لورانس سيلبرمان (يمين).

لجنة قدرات الاستخبارات في الولايات المتحدة فيما يتعلق بأسلحة الدمار الشامل هي لجنة أنشأها الأمر التنفيذي رقم 13328، وقعه الرئيس الأمريكي جورج دبليو بوش في فبراير 2004. يكمن الدافع للجنة في إثارة جدل عام تسبّبت فيه تصريحات، بما في ذلك تصريحات رئيس مجموعة مسح العراق، ديفيد كاي، بأن جماعة الاستخبارات أخطأت بشكل جسيم في الحكم على أن العراق كان يطور أسلحة دمار شامل قبل أسلحة الدمار الشامل. مارس 2003 بدئت حرب العراق. لذلك شكل الرئيس بوش اللجنة، ولكنه أعطاها تفويضًا واسعًا ليس فقط للنظر في أي أخطاء المخابرات العراقية، ولكن أيضًا للنظر في المعلومات الاستخبارية حول برامج أسلحة الدمار الشامل في أفغانستان وليبيا، وكذلك دراسة قدرات مجتمع الاستخبارات. لمعالجة مشكلة انتشار أسلحة الدمار الشامل و«التهديدات ذات الصلة». ومع ذلك، لم يتم توجيه اللجنة لدراسة مدى التلاعب في إدارة بوش بالمخابرات.
بعد دراسة مكثفة لمجتمع الاستخبارات الأمريكية، سلمت اللجنة تقريرها إلى الرئيس في 31 مارس 2005، وهو ما سمى تقرير روب سيلبرمان.

## الموجودات
فيما يتعلق بالعراق، خلصت اللجنة إلى أن جماعة الاستخبارات الأمريكية كانت مخطئة في جميع أحكامها السابقة على الحرب تقريبًا بشأن أسلحة الدمار الشامل العراقية المزعومة وأن ذلك كان بمثابة فشل استخباري كبير.